# Shanghai Rolex Masters 2014
Shanghai Rolex Masters 2014 byl tenisový turnaj pořádaný jako součást mužského okruhu ATP World Tour, hraný v komplexu Qizhong Forest Sports City Arena na otevřených dvorcích s tvrdým povrchem. Konal se mezi 5. až 12. říjnem 2014 v čínské Šanghaji jako 6. ročník turnaje.
Turnaj se po grandslamu řadil do druhé nejvyšší kategorie okruhu ATP World Tour Masters 1000 a představoval předposlední událost této devítidílné série. Dotace činila 6 521 695 amerických dolarů.
Nejvýše nasazeným hráčem ve dvouhře a obhájcem titulu byla světová jednička Novak Djoković ze Srbska, který skončil v semifinále na raketě vítězného Rogera Federera. Švýcar si připsal rekordní sedmnáctý titul na tvrdém povrchu ze série Masters a vrátil se na 2. místo žebříčku. Čtyřhru vyhrál nejlepší pár světa Bob a Mike Bryanovi.

## Distribuce bodů a finančních odměn

### Distribuce bodů
| Soutěž       | vítězové | finalisté | semifinalisté | čtvrtfinalisté | 16 v kole | 32 v kole | 64 v kole | Q  | Q2 | Q1 |
| ------------ | -------- | --------- | ------------- | -------------- | --------- | --------- | --------- | -- | -- | -- |
| dvouhra mužů | 1000     | 600       | 360           | 180            | 90        | 45        | 10        | 25 | 16 | 0  |
| čtyřhra mužů | 1000     | 600       | 360           | 180            | 90        | 0         |           |    |    |    |

### Finanční odměny
| Soutěž                                      | vítězové | finalisté | semifinalisté | čtvrtfinalisté | 16 v kole | 32 v kole | 64 v kole | Q2     | Q1     |
| ------------------------------------------- | -------- | --------- | ------------- | -------------- | --------- | --------- | --------- | ------ | ------ |
| dvouhra mužů                                | $798 540 | $391 540  | $197 060      | $100 205       | $52 035   | $27 435   | $14 810   | $3 415 | $1 740 |
| čtyřhra mužů*                               | $247 290 | $121 070  | $60 730       | $31 170        | $16 110   | $8 500    |           |        |        |
| v deblových soutěžích uváděna částka na pár |          |           |               |                |           |           |           |        |        |

## Dvouhra mužů

### Nasazení
| Stát                          | Hráč                  | ATP | Nasazení |
| ----------------------------- | --------------------- | --- | -------- |
| Srbsko                        | Novak Djoković        | 1.  | 1.       |
| Španělsko                     | Rafael Nadal          | 2.  | 2.       |
| Švýcarsko                     | Roger Federer         | 3.  | 3.       |
| Švýcarsko                     | Stan Wawrinka         | 4.  | 4.       |
| Španělsko                     | David Ferrer          | 5.  | 5.       |
| Česko                         | Tomáš Berdych         | 6.  | 6.       |
| Japonsko                      | Kei Nišikori          | 7.  | 7.       |
| Kanada                        | Milos Raonic          | 8.  | 8.       |
| Chorvatsko                    | Marin Čilić           | 9.  | 9.       |
| Bulharsko                     | Grigor Dimitrov       | 10. | 10.      |
| Spojené království            | Andy Murray           | 11. | 11.      |
| Lotyšsko                      | Ernests Gulbis        | 13. | 12.      |
| Spojené státy                 | John Isner            | 15. | 13.      |
| Španělsko                     | Roberto Bautista Agut | 17. | 14.      |
| Itálie                        | Fabio Fognini         | 18. | 15.      |
| Jižní Afrika                  | Kevin Anderson        | 19. | 16.      |
| Žebříček ATP k 29. září 2014. |                       |     |          |

### Jiné formy účasti
Následující hráčí obdrželi divokou kartu do hlavní soutěže:
- Juan Mónaco
- Wang Čchu-chan
- Wu Ti
- Čang Ce

Následující hráč se do turnaje dostal jako zvláštní výjimka:
- Martin Kližan

Následující hráči postoupili z kvalifikace:
- Teimuraz Gabašvili
- Andrej Golubjev
- Sam Groth
- Malek Džazírí
- Thanasi Kokkinakis
- Bernard Tomic
- James Ward

### Odhlášení
před zahájením turnaje
- Nicolás Almagro
- Juan Martín del Potro (zranění zápěstí)
- Tommy Haas
- Lleyton Hewitt
- Philipp Kohlschreiber
- Gaël Monfils
- Radek Štěpánek
- Jo-Wilfried Tsonga
- Fernando Verdasco

### Skrečování
- Milos Raonic (chřipka)

## Mužská čtyřhra

### Nasazení
| Stát                                                                    | Hráč              | Stát          | Hráč                   | ATP | Nasazení |
| ----------------------------------------------------------------------- | ----------------- | ------------- | ---------------------- | --- | -------- |
| Spojené státy                                                           | Bob Bryan         | Spojené státy | Mike Bryan             | 2.  | 1.       |
| Kanada                                                                  | Daniel Nestor     | Srbsko        | Nenad Zimonjić         | 7.  | 2.       |
| Rakousko                                                                | Alexander Peya    | Brazílie      | Bruno Soares           | 12. | 3.       |
| Chorvatsko                                                              | Ivan Dodig        | Brazílie      | Marcelo Melo           | 13. | 4.       |
| Francie                                                                 | Julien Benneteau  | Francie       | Édouard Roger-Vasselin | 20. | 5.       |
| Španělsko                                                               | Marcel Granollers | Španělsko     | Marc López             | 23. | 6.       |
| Kanada                                                                  | Vasek Pospisil    | Spojené státy | Jack Sock              | 33. | 7.       |
| Nizozemsko                                                              | Jean-Julien Rojer | Rumunsko      | Horia Tecău            | 37. | 8.       |
| Žebříček ATP k 29. září 2014; číslo je součtem umístění obou členů páru |                   |               |                        |     |          |

### Jiné formy účasti
Následující páry obdržely divokou kartu do hlavní soutěže:
- Kung Mao-sin /  Li Če
- Wu Ti /  Čang Ce

Následující pár nastoupil z pozice náhradníka:
- Jamie Murray /  John Peers

### Odhlášení
v průběhu turnaje
- Ernests Gulbis (poranění ramena)

### Skrečování
- Rajeev Ram (zádové poranění)

## Nasazení hráčů

### Nasazení
V následující tabulce jsou uvedeni nasazení hráči. Žebříček a nasazení jsou platné dle žebříčku ATP k 6. říjnu 2014.
| Nasazení | Žebříček | Hráč                  | Body před turnajem | Obhajuje bodů | Získané body | Body po turnaji | Stav                                        |
| -------- | -------- | --------------------- | ------------------ | ------------- | ------------ | --------------- | ------------------------------------------- |
| 1.       | 1.       | Novak Djoković        | 12 150             | 1 000         | 360          | 11 510          | prohra v semifinále s Rogerem Federerem     |
| 2.       | 2.       | Rafael Nadal          | 8 455              | 360           | 45           | 8 140           | prohra v 2. kole s Felicianem Lópezem       |
| 3.       | 3.       | Roger Federer         | 8 170              | 90            | 1 000        | 9 080           | vítěz turnaje; ve finále s Gillesem Simonem |
| 4.       | 4.       | Stan Wawrinka         | 5 555              | 180           | 45           | 5 410           | prohra v 2. kole s Gillesem Simonem         |
| 5.       | 5.       | David Ferrer          | 4 495              | 90            | 180          | 4 585           | prohra ve čtvrtfinále s Novakem Djokovićem  |
| 6.       | 7.       | Tomáš Berdych         | 4 235              | 90            | 180          | 4 325           | prohra ve čtvrtfinále s Gillesem Simonem    |
| 7.       | 6.       | Kei Nišikori          | 4 435              | 90            | 45           | 4 390           | prohra v 2. kole sJackem Sockem             |
| 8.       | 8.       | Milos Raonic          | 3 965              | 90            | 45           | 3 920           | prohra v 2. kole s Juanem Mónacem           |
| 9.       | 9.       | Marin Čilić           | 3 935              | 0             | 10           | 3 945           | prohra v 1. kole s Ivo Karlovićem           |
| 10.      | 10.      | Grigor Dimitrov       | 3 710              | 10            | 45           | 3 745           | prohra v 2. kole s Julienem Benneteauem     |
| 11.      | 11.      | Andy Murray           | 3 545              | 0             | 90           | 3 635           | prohra v 3. kole s Davidem Ferrerem         |
| 12.      | 13.      | Ernests Gulbis        | 2 455              | 0             | 10           | 2 465           | prohra v 1. kole s Michailem Južným         |
| 13.      | 14.      | John Isner            | 1 925              | 45            | 90           | 1 970           | prohra ve 3. kole s Felicianem Lópezem      |
| 14.      | 18.      | Roberto Bautista Agut | 1 865              | 0             | 90           | 1 955           | prohra ve 3. kole s Rogerem Federerem       |
| 15.      | 17.      | Fabio Fognini         | 1 870              | 90            | 10           | 1 790           | prohra v 1. kole s Wang Čchu-chanem (WC)    |
| 16.      | 16.      | Kevin Anderson        | 1 875              | 45            | 45           | 1 875           | prohra v 2. kole s Michailem Kukuškinem     |

## Přehled finále

### Mužská dvouhra
- Roger Federer vs.  Gilles Simon 7–6(8–6), 7–6(7–2)

### Mužská čtyřhra
- Bob Bryan /  Mike Bryan vs.  Julien Benneteau /  Édouard Roger-Vasselin 6–3 , 7–6(7–3)